# Promenade de la rive nord du Mälaren
La promenade de la rive nord du Mälaren (en suédois : Norr Mälarstrands strandpromenad) est un parc public de Kungsholmen à Stockholm en Suède,. 

## Description
La promenade est un sentier longeant le lac Mälaren dans l'île de Kungsholmen. 
Le long du sentier se trouvent de petits ponts, des jetées, des sièges et une aire de jeux. 
Au milieu du sentier il y a un restaurant et un café au bord de l'eau
Le parc part à l'ouest du Rålambshovsparken et s'étend sur environ 800 mètres vers l'est le long de la baie Riddarfjärden jusqu'à Kungsholmstorg.
Avec les parcs Rålambshovsparken et Fredhällsparken, le parc de Norr Mälarstrand forme la « route du parc de Kungsholmen » d'environ 2,7 kilomètres de long traversant le sud de Kungsholmen. 
Le parc Kristinebergs strandpark, construit en 2009-2010, est également relié au parc jusqu'à Ulvsundasjön.
Ainsi à l'est, la promenade continue jusqu'à l'hôtel de ville de Stockholm et à l'ouest, une promenade mène vers Smedsuddsbadet à Marieberg.

## Histoire
En 1975, la sculpture Fabeldjur est érigée par Margot Hedeman. 
Le parc a été rénové dans les années 2002-2003, lorsque la plage a été partiellement nettoyée, de nouvelles plantes et de nouveaux équipements de jeux ont été installés. Le terrain de jeu présente encore l'apparence du plan original de Holger Blom des années 1940. 
Au cours des années 2008 et 2009, le quai a été réparé, de nouveaux bancs de parc ont été installés et les plantations ont été rénovées.

## Galerie

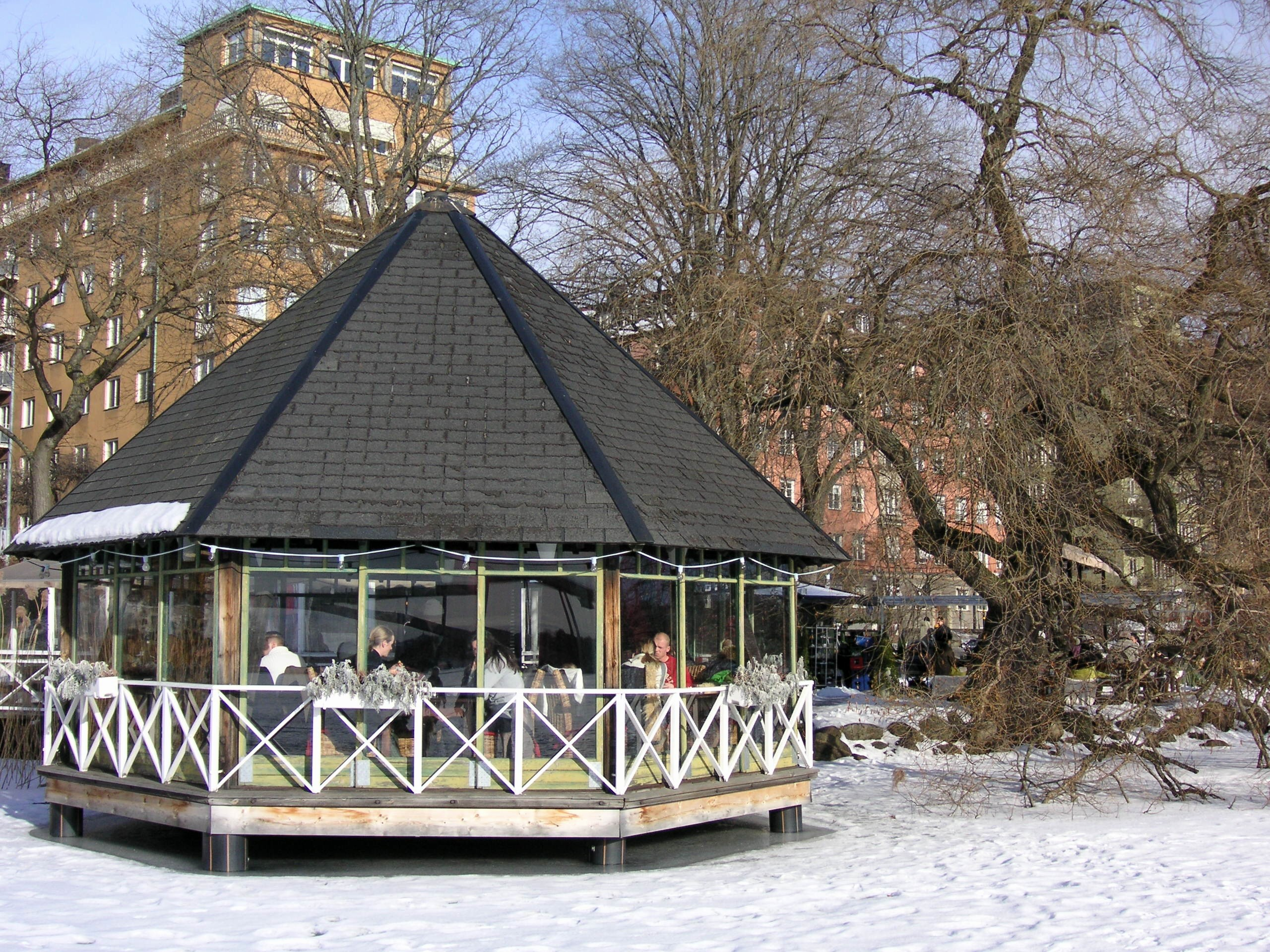
Mälarpaviljongen, hiver 2006.
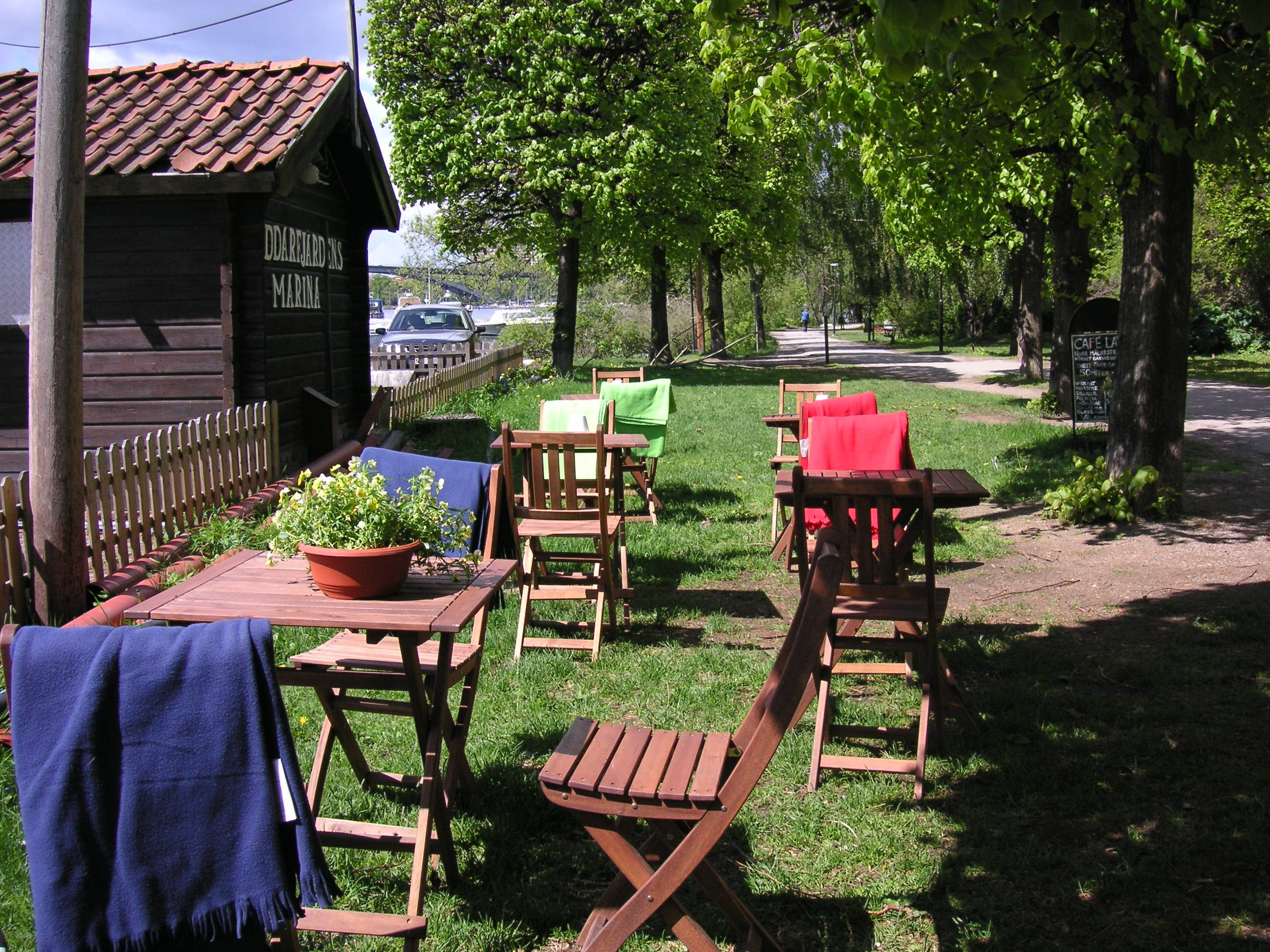
Parkståket mot öst, été 2006.
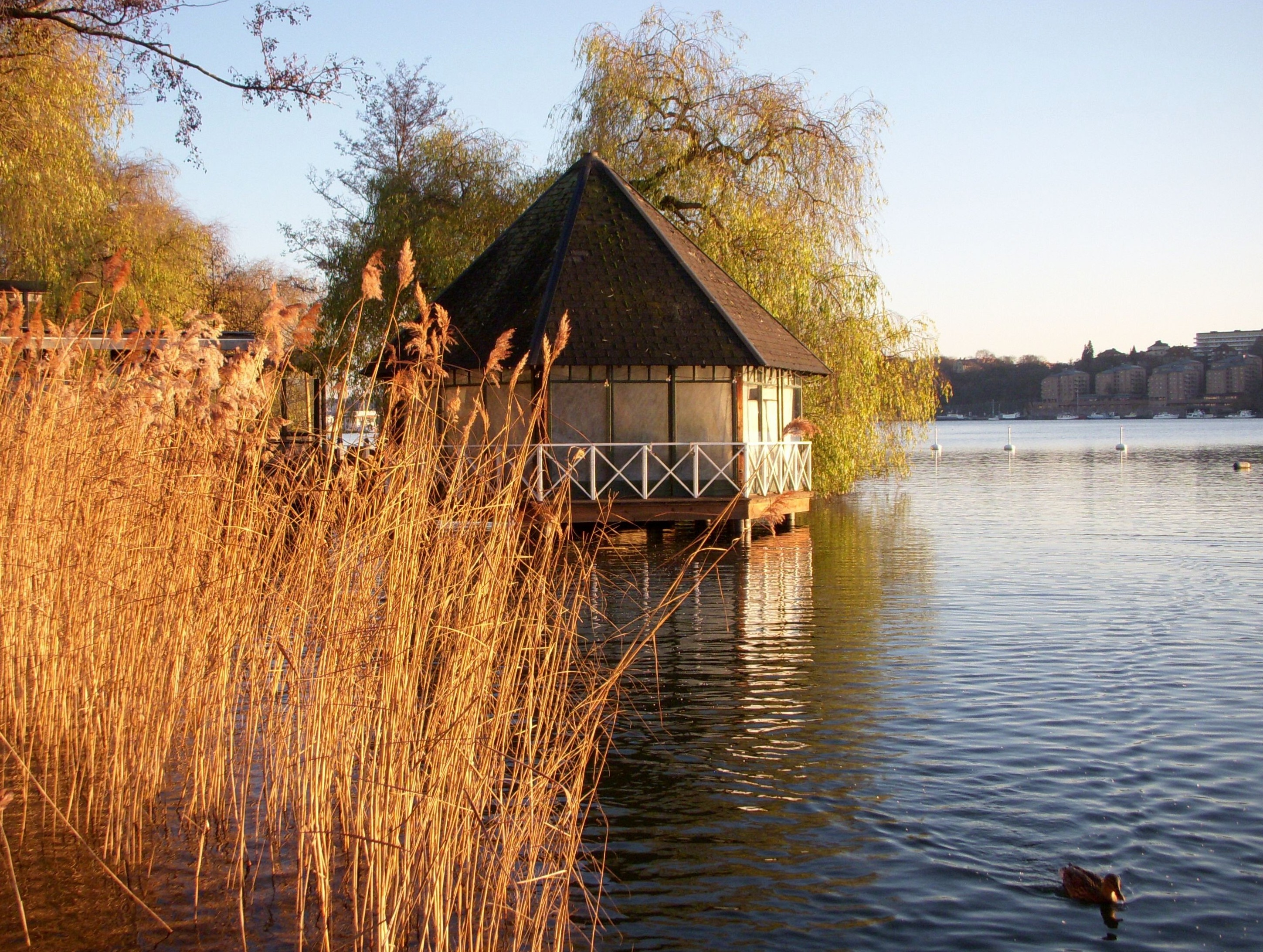
Pavilon du Mälar en 2009.
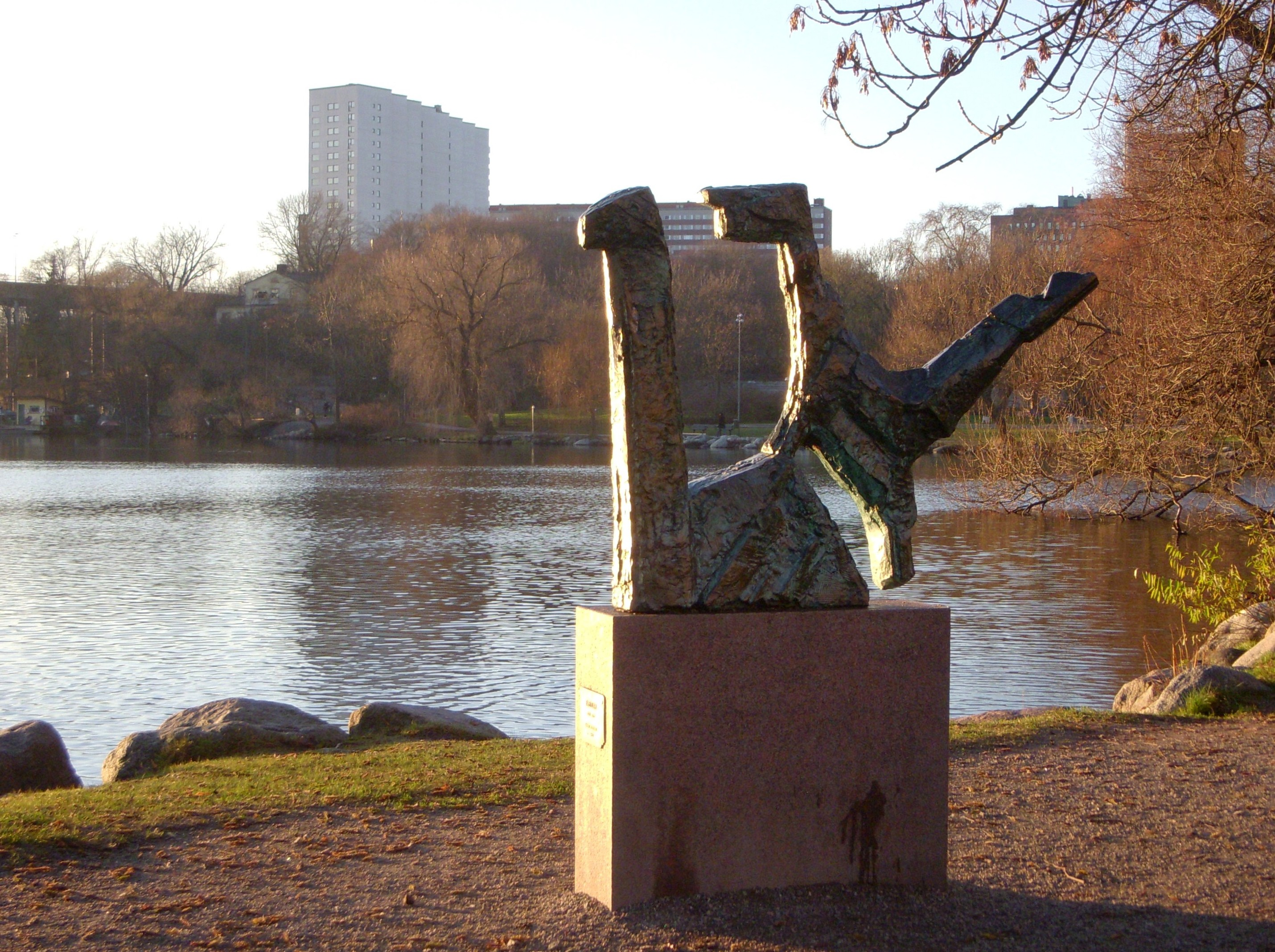
Skulpture Fabeldjur.

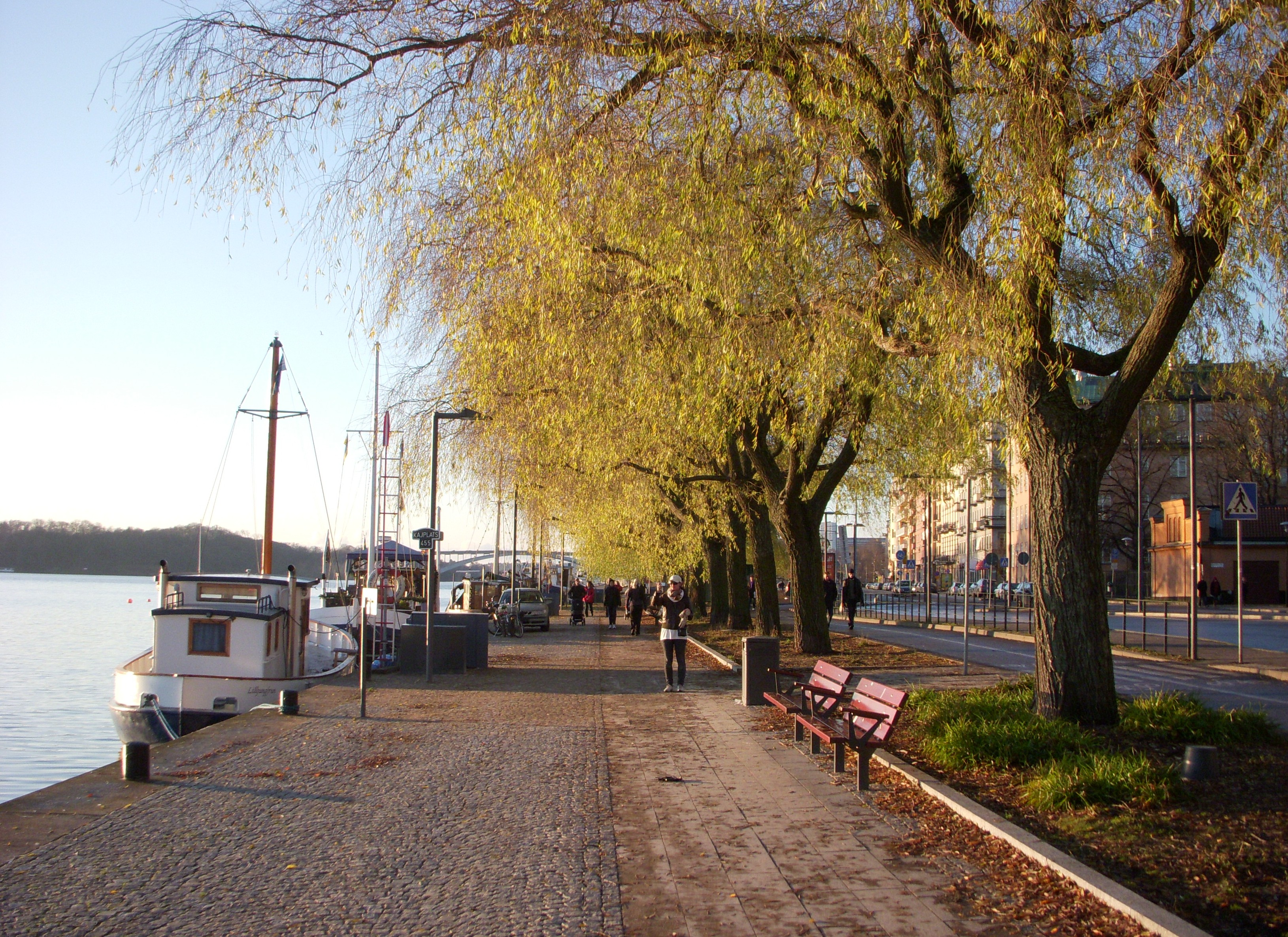
La promenade
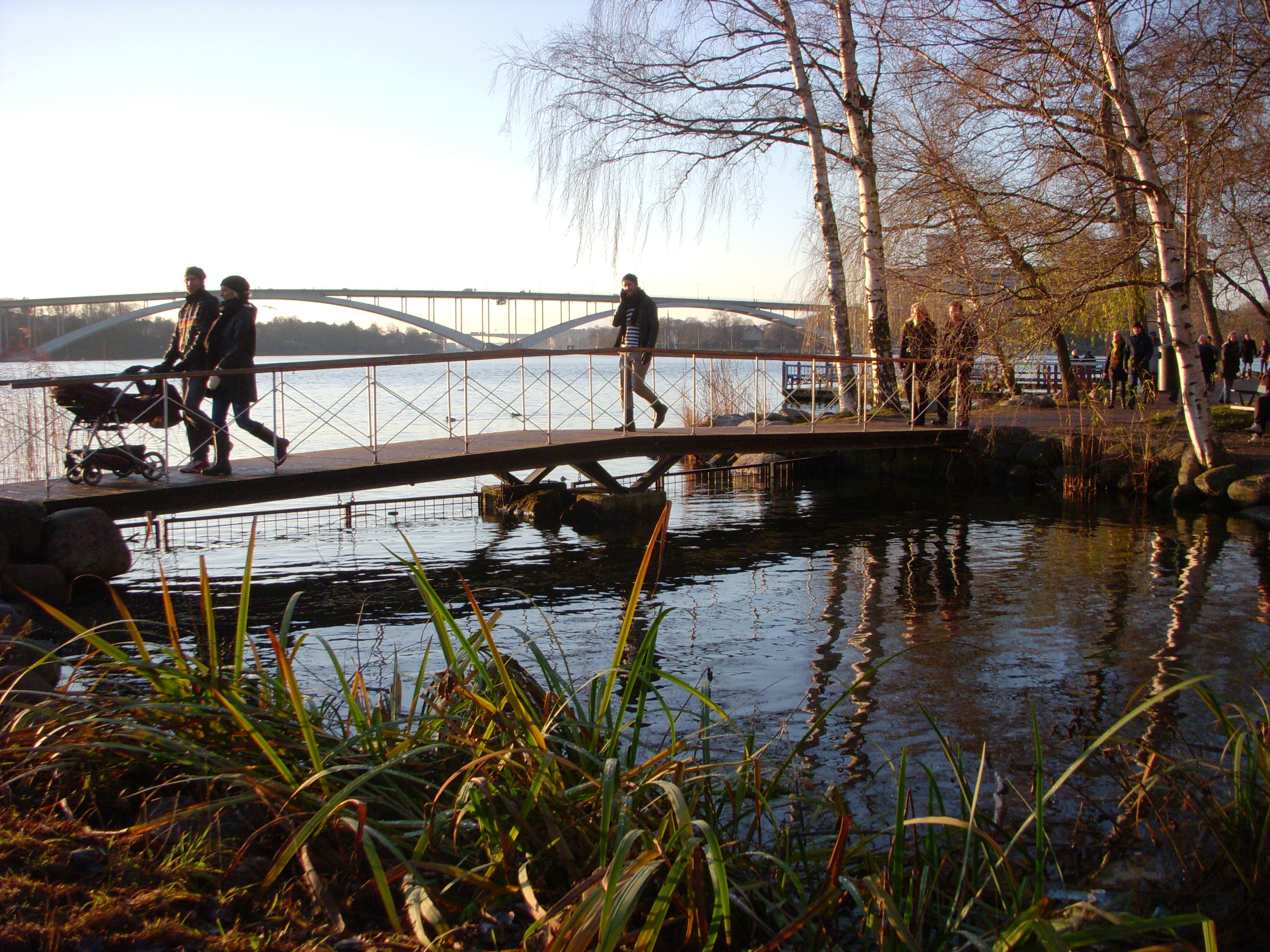
La promenade et au fond le Västerbron.
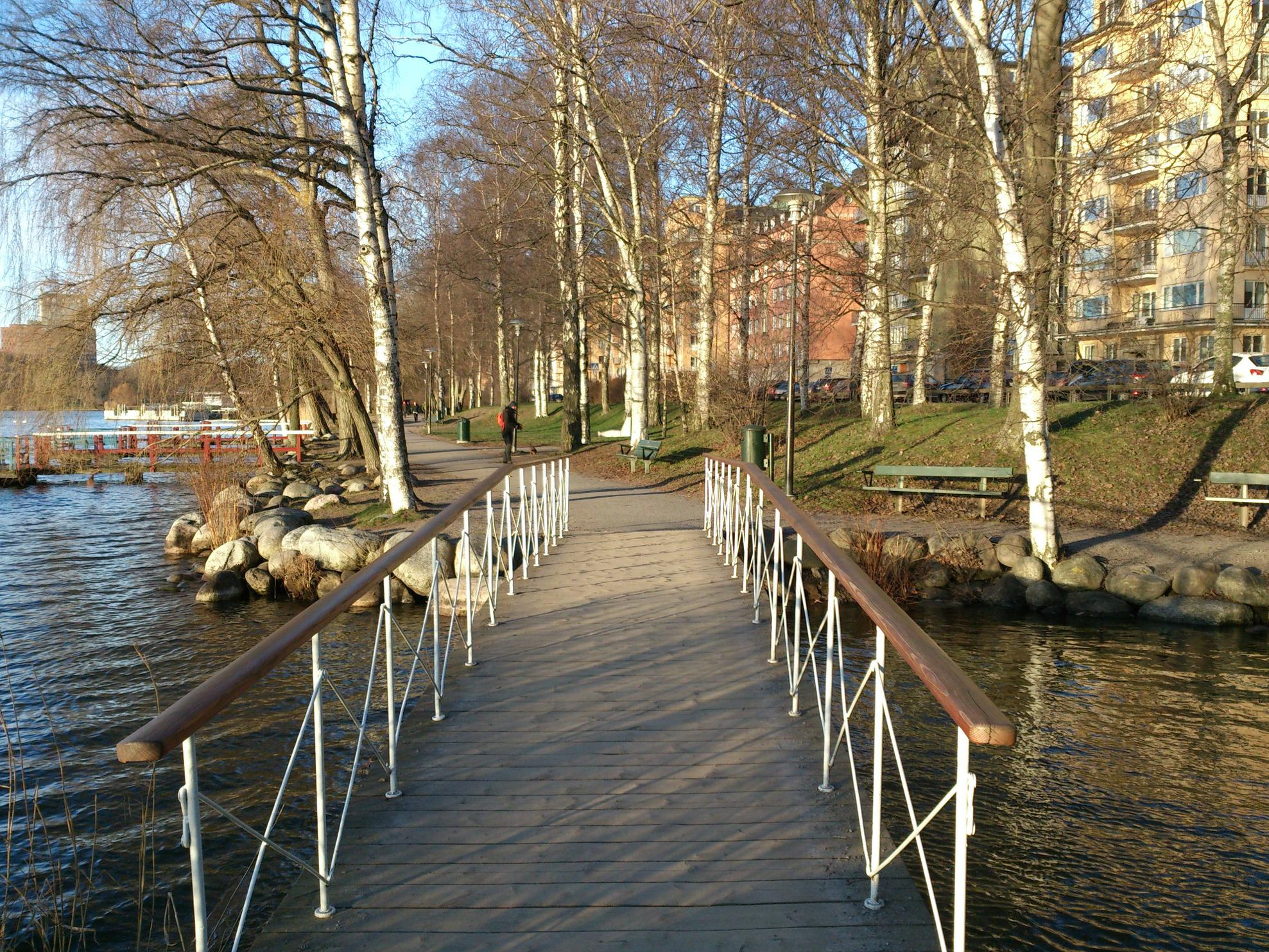
La promenade.
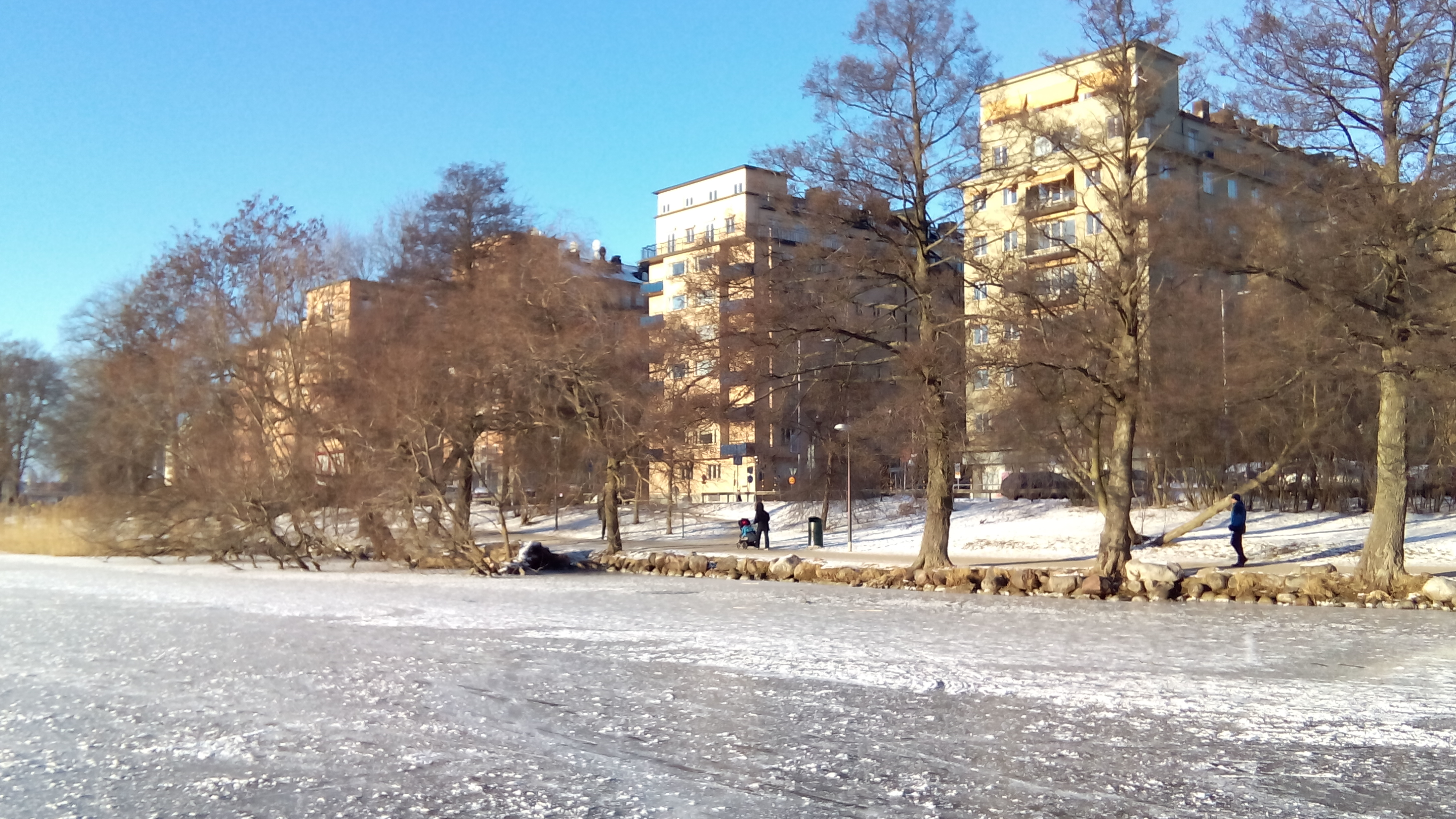
Le parc.